# Kampfgeschwader 102
Kampfgeschwader 102 (dobesedno slovensko: Bojni polk 102; kratica KG 102) je bil bombniški letalski polk (Geschwader) v sestavi nemške Luftwaffe med drugo svetovno vojno.

## Organizacija
- štab
- I. skupina
- II. skupina

## Vodstvo polka
Poveljniki polka (Geschwaderkommodore)
- Oberst Horst Beyling: 1. marec 1943